# Abraxas aesia
Abraxas aesia là một loài bướm đêm trong họ Geometridae.